# 日本生命淀屋橋ビル
日本生命淀屋橋ビル（にほんせいめいよどやばしビル）は、大阪府大阪市中央区北浜（土佐堀通沿い）にある超高層ビル（オフィスビル）。

## 概要
2022年竣工の日本生命保険と大林組が共同で所有する賃貸オフィスビルであり、大林組の大阪本店が入居する。
日本生命は、2019年に旧「日本生命淀屋橋ビル（日生淀屋橋ビル）」（旧ビル）の建て替えを発表、高さ123mで、当時の淀屋橋エリアで最も高いビルになる予定とされた。
旧ビルの敷地と従前は駐車場、中小の建物、交番などがあった隣地を一体的に再開発し、新しい交番は新ビルの1階に設置された。地下で、淀屋橋駅に直結している。また、敷地東側には公開空地が設けられ、南側の日本生命保険本店東館の公開空地と連続性のある緑道が形成されている。
商業店舗については、建て替え前の「日生淀屋橋ビル」には地下から地上2階までは商業施設の「ネクスト1よどやばし（ネクストワン淀屋橋）」に、がんこ、ミスタードーナツなどが入居していたが、新しいビルの入居店舗は大林組グループのフランス料理店「ルポンドシエル」のみである。

## 入居者
事務所（オフィス）
- 大林組 大阪本店 - 2023年1月～[7]、ダイビル本館より移転。
- 星光ビル管理 本社[8]
- 有限責任あずさ監査法人 大阪事務所[9]、KPMG FAS
- 第一三共 大阪オフィス[10]
- ジョーンズラングラサール 関西支社[11]
- アイリスオーヤマ 淀屋橋オフィス[12][13]
- オザックス 大阪本社（本店登記地） - 2023年3月～[14]
- ミカサ商事 本社[15]

その他
- 大阪府警察東警察署北浜交番[16] - 1階
- ルポンドシエル - 地階。大林組グループのフランス料理店。ルポンドシエルビル（大林組旧本店ビル）から移転[17]。

なお、当ビルの住所（大阪府大阪市中央区北浜3丁目5番29号）を所在地（本店）として登記している法人は15法人ある（2023年6月11日時点）。

## 交通アクセス
- 京阪電気鉄道・大阪市高速電気軌道(Osaka Metro)御堂筋線：淀屋橋駅直結